# Vórtice de von Kármán

Animação de um vórtice de von Kármán.

Na dinâmica de fluidos, um vórtice de von Kármán é um padrão repetitivo de vórtices rodopiantes, causado por um processo conhecido como derramamento de vórtice, que é responsável pela separação instável do fluxo de um fluido em torno de corpos contundentes. É nomeado em homenagem ao engenheiro Theodore von Kármán e é responsável por fenômenos como o "canto" de linhas telefônicas ou de energia suspensas e a vibração de uma antena de carro em certas velocidades.